# Trưng cầu dân ý tài chính
Trưng cầu dân ý tài chính (tiếng Anh: financial referendum, còn được gọi là trưng cầu dân ý ngân sách, tiếng Anh: budget referendum) là một hình thức trưng cầu dân ý và là công cụ của nền dân chủ trực tiếp. Các cuộc trưng cầu dân ý về tài chính liên quan đến các phần của ngân sách công của chính phủ và cho phép công dân bỏ phiếu trực tiếp cho các khoản ngân sách riêng lẻ.
Một số điều kiện ban đầu thường được định rõ là điều kiện tiên quyết để tổ chức trưng cầu dân ý về tài chính. Trong hầu hết các trường hợp, chỉ những khoản ngân sách vượt quá một số tiền tối đa nhất định hoặc một tỷ lệ nhất định trong tổng ngân sách, hoặc việc đầu tư sẽ gây gánh nặng cho ngân sách trong một số năm mới có thể được đưa ra trưng cầu dân ý.
Việc trưng cầu dân ý tài chính có thể là tùy chọn hoặc bắt buộc. Đối với hình thức tùy chọn, để đi tới quyết định bỏ phiếu cho một khoản ngân sách, một số lượng chữ ký cụ thể từ cử tri phải được thu thập trong một khoảng thời gian nhất định. Trưng cầu dân ý tài chính bắt buộc thông qua bỏ phiếu sẽ bắt đầu ngay khi các điều kiện liên quan đến số tiền và thời hạn của một khoản ngân sách thỏa mãn điều kiện tiên quyết. Các khoản ngân sách không đáp ứng các điều kiện quy định hoặc chính quyền địa phương có nghĩa vụ pháp lý phải làm không thể được đưa ra trưng cầu dân ý về tài chính.

## Thụy Sĩ
Trưng cầu dân ý tài chính ở Thụy Sĩ tồn tại ở tất cả các bang và nhiều đô thị, nhưng không tồn tại ở cấp liên bang. Trong khi một vài bang đã áp dụng hình thức này từ thế kỷ 19, trưng cầu dân ý về tài chính chỉ lan rộng khắp Thụy Sĩ kể từ những năm 1970. Hầu hết các bang và thành phố không cho phép tồn tại song song cả trưng cầu dân ý tài chính tùy chọn và bắt buộc. Tại một vài bang khác tồn tại đồng thời cả hai hình thức trên, các yêu cầu cao hơn được áp dụng cho hình thức bắt buộc.
Việc giới thiệu việc trưng cầu dân ý tài chính ở cấp liên bang đã được thảo luận ở Thụy Sĩ trong nhiều thập kỷ, nhưng cho đến nay đã bị đa số các đảng phái chính trị Thụy Sĩ bác bỏ. Các nhà phê bình cho rằng một cuộc trưng cầu dân ý tài chính liên bang có thể cản trở Hội đồng Liên bang trong quyền tự do hành động và trì hoãn hoặc thậm chí gây trở ngại cho các khoản đầu tư quan trọng.

## Hiệu quả và tiếp nhận
Các cuộc trưng cầu dân ý về tài chính có tác dụng điều tiết và quản lý đối với các quỹ công và giảm sự tập quyền trung ương đối với các khoản chi tiêu của chính phủ. Chi tiêu cao không tương xứng hoặc không mang tính chất quần chúng rất có thể sẽ không được công dân chấp thuận trong các cuộc trưng cầu dân ý và các cuộc trưng cầu dân ý có liên quan đến chi tiêu công và thuế thấp hơn đáng kể. Tính tới các yếu tố chi tiêu và nhân khẩu học khác, dữ liệu từ các bang của Thụy Sĩ cho thấy sự có mặt của các cuộc trưng cầu dân ý tài chính bắt buộc khiến chi tiêu của chính phủ giảm trung bình 19%.
Những người ủng hộ cuộc trưng cầu dân ý tài chính cho rằng việc trưng cầu dân ý đề cao sự tham gia của công dân. So sánh với các phương thức tham gia của công dân khác, việc trưng cầu dân ý về tài chính mở rộng ảnh hưởng dân chủ và giúp cho công dân vượt ra ngoài khuôn khổ của luật pháp sang các vấn đề chính trị xã hội khác. Do đó, những người ủng hộ việc này coi cuộc trưng cầu dân ý tài chính là một bước quan trọng hướng tới việc làm sâu sắc hơn nữa nền dân chủ. Nó củng cố mối quan tâm của người dân với tài chính cộng đồng và thúc đẩy nhận thức về đầu tư công. Nhờ vào tình hình khả quan trên quy mô rộng tại Thụy Sĩ, một số tổ chức xã hội dân sự ở Đức và Áo cũng đang kêu gọi việc áp dụng hình thức này tại các quốc gia của họ.
Những người chỉ trích cuộc trưng cầu dân ý tài chính chủ yếu cho rằng nó có thể ngăn chặn các khoản đầu tư quan trọng và hạn chế khả năng hành động của chính quyền. Ngoài ra, trái ngược với chính quyền và quốc hội, công dân thường không ở vị trí phù hợp để đánh giá khách quan sự phù hợp của khoản chi tiêu ngân sách.